# 稲畑産業
稲畑産業株式会社（いなばたさんぎょう 英: Inabata & Co.,Ltd.）は、大阪府大阪市中央区南船場に本社を置く専門商社。現在、住友化学が筆頭株主である。主に電子材料・住宅設備関連・化学品・合成樹脂等を扱う。伊藤忠商事・阪和興業・岩谷産業・長瀬産業・山善などと並ぶ在阪商社の一つである。

## 概要
1890年、京都府派遣留学生としてフランスのリヨンで染色技術を学んだ稲畑勝太郎が帰国後、京都に稲畑染料店を開業したのが稲畑産業の起源である。1893年に社名を稲畑商店と改め、翌年には東京にも進出。さらに1897年には、本店を京都から大阪へと移転、同年大阪に稲畑染工場を設立し、最新技術を用いた染色加工業にも進出。日本の近代化を目指し欧州の先進的な商品や技術を導入すべく、染料・染織機械・薬品・香料・医薬品などを輸入する一方で、染色技術の実地指導にも力を注いだ。
第一次世界大戦による経済的混乱が日本の染料業界にも及んでいた1916年、政府は染料の国産化を促すため、1926年、後の住友化学株式会社のファインケミカル事業の基礎となる日本染料製造株式会社を大阪に設立、勝太郎は社長に就任した。
稲畑商店は主に日本染料の製品販売を目指し、ブラッセル、奉天・天津・上海・バタビア・ソウル・青島・ハノイ・大連・済南・ジョクジャカルタに拠点を開設し海外進出を積極化させた。
1918年には稲畑商店を株式会社化、さらに第二次世界大戦により商業活動の規制が強まる1943年、社名を稲畑産業株式会社と変更した。
戦後は、日本の高度成長とともに稲畑産業の事業規模も拡大。1961年の大阪証券取引所、翌1962年の東京証券取引所第二部上場を経て、1973年8月には両取引所の第一部に上場した。1976年には戦後の海外拠点第1号となったイナバタ・シンガポールを設立。その後世界各地にネットワークを拡大し、海外約50カ所で、情報電子・化学品・合成樹脂・住環境・食品の5分野で事業を行う。
創業者勝太郎は、1926年に財団法人日仏文化協会を設立するなど、日仏交流に尽力。
同協会の活動拠点となっている京都市の関西日仏学館では、現在でもフランス語やフランス文化の普及および両国のアーティスト・研究者による交流があり、稲畑産業はその活動を支援している。
また、創業以来親しまれてきた稲畑産業のロゴマーク「IK」は創業者勝太郎のイニシャルであると同時に「愛・敬」の意味が込められている。

## 沿革
- 1890年（明治23年）10月 - 稲畑染料店として創業。
- 1918年（大正7年）6月 - 株式会社稲畑商店として設立。
- 1926年（昭和元年） 稲畑勝太郎、日本染料製造株式会社の社長となる[3]。
- 1943年（昭和18年） - 商号を稲畑産業株式会社に変更。
- 1944年（昭和19年） - 日本染料が住友化学工業（後の住友化学）と合併。
- 1961年（昭和36年）10月 - 大阪証券取引所の第二部に上場。
- 1962年（昭和37年） - 東京証券取引所の第二部に上場。
- 1973年（昭和48年） - 東証・大証の第一部に指定。
- 1976年（昭和51年） - シンガポールにINABATA SINGAPORE (PTE.)LTD.を設立。
- 1978年（昭和53年） - ニューヨークにINABATA AMERICA CORPORATIONを設立。
- 1984年（昭和59年） - 医薬事業部を分離し、住友化学工業と共同で住友製薬を設立。
- 1987年（昭和62年） - タイにSIAM INABATA CO., LTD.（後のINABATA THAI CO., LTD.）を設立。
- 1988年（昭和63年） - 香港にINABATA SANGYO (H.K.) LTD.を、ベルギーにINABATA EUROPE S.A.をそれぞれ設立。
- 1990年（平成2年） - パリにINABATA FRANCE S.A.R.L.を設立。
- 2000年（平成12年） - ロンドンにINABATA UK LIMITEDを設立。
- 2001年（平成13年） - 住友化学工業と合弁で、台湾に住華科技股有限公司を、上海に上海住化高純度金属有限公司をそれぞれ設立。
- 2002年（平成14年） - 大連に稲畑工貿（大連保税区）有限公司を、青島市に稲畑産業（香港）有限公司青島事務所をそれぞれ設立。イギリスのICIのニトロセルロース事業部門を買収。
- 2003年（平成15年） - ハイフォンにSIK VIETNAMを設立。
- 2004年（平成16年） - 広東省に東莞山陽稲畑工程塑料有限公司を、天津に天津稲畑産業国際貿易有限公司をそれぞれ設立。
- 2006年（平成18年） - フランスのPharmasynthese S.A.を買収。ソウルに韓国稲畑株式会社を、ポーランドにInabata Poland Sp. z o.o.をそれぞれ設立。
- 2007年（平成19年） - 中国に上海稲畑精細化工有限公司を設立。
- 2008年（平成20年） - メキシコにNH Inabata, S. de R.L. de C.V.を設立。ハノイにInabata Vietnam Co., Ltd.を設立。ニューデリーにInabata India Private Ltd.
- 2009年（平成21年） - メキシコにIK-Tech de Mexico, S. de R.L. de C.V.を設立。インドネシアにPT. Inabata Creation Indonesiaを設立。
- 2010年（平成22年） - 創業120周年を機に、「経営理念＝Mission」「目指す姿＝Vision」「価値観＝IK Values」を新しく制定

## 参考資料
- 稲畑産業（2012年）. “IKものがたり”. 稲畑産業. 2012年5月16日閲覧。